# Evergestis marionalis
Evergestis marionalis is een vlinder uit de familie grasmotten (Crambidae). De wetenschappelijke naam is voor het eerst gepubliceerd in 2003 door Patrice Leraut.
De soort komt voor in Frankrijk, Spanje, Sicilië, Malta, Rusland, Marokko, Algerije en Tunesië.